# Мур, Барбара Энн
Барбара Энн Мур (англ. Barbara Ann Moore; род. 21 августа 1968 года, Спокан, Вашингтон, США) — американская фотомодель, актриса и танцовщица.

## Биография и карьера
Барбара Энн Мур родилась 21 августа 1968 года в Спокане (Вашингтон, США), а выросла в Сиэтле. У неё есть братья Терри и Майкл, семья Барбары — христианская.
Когда Барбаре было 19 лет она жила в Нэшвилле (штат Теннесси, США) и работала стюардессой.
В начале 1990-х годов она начала работать моделью. В декабре 1992 года снялась для журнала Playboy.
Помимо карьеры модели Мур снимается в кино и музыкальных видеоклипах. Она также является танцовщицей.

## Личная жизнь
В 2005 году Барбара собиралась замуж за актёра Лоренцо Ламаса, но свадьба была отменена.
В 2007 году родила дочь Присциллу.

## Фильмография
| Год       |   | Русское название                            | Оригинальное название                            | Роль                     |
| --------- | - | ------------------------------------------- | ------------------------------------------------ | ------------------------ |
| 2005      | ф |                                             | The Entertainment Weekly Guide: Guilty Pleasures |                          |
| 1999      | ф | Пять тузов                                  | Five Aces                                        | Розанна Бартон           |
| 1997      | ф | Остин Пауэрс: Международный человек-загадка | Austin Powers: International Man of Mystery      | роботизированный манекен |
| 1996      | ф |                                             | Fox Hunt                                         | дилер казино             |
| 1995      | ф |                                             | Wild Malibu Weekend!                             | Мэри Джонсон             |
| 1995      | ф |                                             | Beach House                                      | девушка                  |
| 1995      | ф | Татуировка                                  | Cyber Bandits                                    | Хоуп                     |
| 1995      | ф | Искусительница                              | Temptress                                        | модель                   |
| 1990—1995 | с | Блоссом                                     | Blossom                                          | Ариэль                   |
| 1987—1997 | с | Женаты… с детьми                            | Married… with Children                           | Ди Анна                  |